# River Volley
Le River Volley est un ancien club italien de volley-ball féminin fondé en 1983 et basé à Plaisance. Il disparait  en 2018.

## Historique
- River Volley (1983–1994)
- Libertas-River Volley (1994–1998)
- Rebecchi River Volley (1998–2003)
- Rebecchi River Volley Rivergaro (2003–2005)
- Rebecchi Rivergaro Piacenza (2005–2006)
- Rebecchi Cariparma Piacenza Volley (2006–2007)
- RebecchiLupa Piacenza (2007–2010)
- Rebecchi Nordmeccanica Piacenza (2010–2014)
- Nordmeccanica Rebecchi Piacenza (2014–2015)
- Nordmeccanica Piacenza (2015–2016)
- Liu Jo Nordmeccanica Modena (2016-...)

## Palmarès
- Championnat d'Italie
  - Vainqueur : 2013, 2014[2]
  - Finaliste : 2016, 2017.
- Coupe d'Italie
  - Vainqueur : 2013, 2014[3]
  - Finaliste : 2012, 2016, 2017.
- Supercoupe d'Italie
  - Vainqueur : 2013[4] 2014[5]
- Challenge Cup
  - Finaliste : 2013.
- Coupe d'Italie A2
  - Vainqueur : 2006.

## Historique des logos

Logo du Rebecchi Nordmeccanica Piacenza
Logo du Liu Jo Nordmeccanica Modena

## Effectifs

### Saison 2017-2018
| No                                         | Nom                                        | Date de naissance                          | Taille                         | Poids                          | Poste                          |
| ------------------------------------------ | ------------------------------------------ | ------------------------------------------ | ------------------------------ | ------------------------------ | ------------------------------ |
| 2                                          | Symone Abbott                              | 27 septembre 1996                          | 186                            |                                | Réceptionneuse-attaquante      |
| 3                                          | Ilaria Garzaro                             | 29 septembre 1986                          | 189                            | 70                             | Centrale                       |
| 4                                          | Judith Pietersen                           | 3 juillet 1989                             | 188                            | 67                             | Centrale                       |
| 5                                          | Laura Heyrman                              | 17 mai 1993                                | 187                            | 70                             | Centrale                       |
| 6                                          | Giulia Leonardi                            | 1er décembre 1987                          | 165                            | 57                             | Libero                         |
| 7                                          | Madelaynne Montaño                         | 6 janvier 1983                             | 186                            | 68                             | Attaquante                     |
| 8                                          | Jovana Vesović                             | 21 juin 1987                               | 182                            | 68                             | Réceptionneuse-attaquante      |
| 9                                          | Caterina Bosetti                           | 2 février 1994                             | 180                            | 65                             | Réceptionneuse-attaquante      |
| 10                                         | Francesca Ferretti                         | 15 février 1984                            | 180                            | 70                             | Passeuse                       |
| 11                                         | Camilla Mingardi                           | 19 octobre 1997                            | 186                            |                                | Réceptionneuse-attaquante      |
| 12                                         | Aurora Pistolesi                           | 3 juin 1999                                | 186                            |                                | Réceptionneuse-attaquante      |
| 13                                         | Raffaella Calloni                          | 4 mai 1983                                 | 187                            | 74                             | Centrale                       |
| 15                                         | Mina Tomić                                 | 13 mai 1994                                | 193                            | 85                             | Attaquante                     |
| 16                                         | Giulia Pincerato                           | 16 mars 1987                               | 182                            | 68                             | Passeuse                       |
| 17                                         | Katarina Barun                             | 1er décembre 1983                          | 194                            | 75                             | Attaquante                     |
| 18                                         | Veronica Bisconti                          | 27 janvier 1991                            | 174                            | 62                             | Libero                         |
|                                            |                                            |                                            |                                |                                |                                |
| Encadrement technique                      | Encadrement technique                      |                                            | Légende                        | Légende                        | Légende                        |
| Entraîneur : Marco Fenoglio                | Entraîneur : Marco Fenoglio                | Entraîneur : Marco Fenoglio                | : Capitaine                    | : Capitaine                    | : Capitaine                    |
| Entraîneur(s) adjoint(s) : Filippo Schiavo | Entraîneur(s) adjoint(s) : Filippo Schiavo | Entraîneur(s) adjoint(s) : Filippo Schiavo | : Joueuse blessée actuellement | : Joueuse blessée actuellement | : Joueuse blessée actuellement |